# Pseudoammodiscoidea
Pseudoammodiscoidea es una superfamilia de foraminíferos cuyos taxones han sido tradicionalmente incluidos en la superfamilia Earlandioidea, del suborden Fusulinina y del orden Foraminiferida, o bien del orden Fusulinida. Su rango cronoestratigráfico abarca desde el Devónico hasta el Pérmico superior.

## Discusión
Algunas clasificaciones más recientes incluyen Pseudoammodiscoidea en el suborden Archaediscina, del orden Archaediscida, de la subclase Afusulinana y de la clase Fusulinata.

## Clasificación
Pseudoammodiscoidea incluye a la siguiente familia:
- Familia Pseudoammodiscidae